# Erika Mezger
Erika Mezger (* 2. Dezember 1957 in Eislingen/Fils) ist eine deutsche promovierte Verwaltungswissenschaftlerin, die nach einschlägigem Forschungsmanagement in der Hans-Böckler-Stiftung von 2009 bis 2019 als Vizedirektorin in der Europäischen Stiftung zur Verbesserung der Lebens- und Arbeitsbedingungen (Eurofound) tätig war.

## Leben und Werk
Nach ihrem Abitur am Mörike-Gymnasium in Göppingen 1977 nahm Erika Mezger das Studium der Verwaltungswissenschaften an der Universität Konstanz auf, das sie 1984 mit dem Diplom abschloss. Ebenfalls in Konstanz wurde sie mit der Dissertation „Etablierte“ und „alternative“ staatliche Steuerungsmöglichkeiten und ihre Anwendbarkeit im policy Feld der Sozialpolitik promoviert. Von 1987 bis 2009 war sie zunächst als Referats-, später als Abteilungsleiterin für die Forschungsförderung der Hans-Böckler-Stiftung tätig, bevor sie 2009 zur Vizedirektorin der Europäischen Stiftung zur Verbesserung der Lebens- und Arbeitsbedingungen (Eurofound) ernannt wurde.
Sie ist Mitherausgeberin der Reihe „Modernisierung des öffentlichen Sektors“ (Nomos/edition sigma, Baden-Baden).
Von 2012 bis 2015 war sie Mitglied der Expertenkommission der Bertelsmann Stiftung „Zukunft der Lebens- und Arbeitsbedingungen in Deutschland in europäisch vergleichender Perspektive“. Seit 2016 ist sie Mitglied der Expertengruppe des EU-Projektes „Patterns of Resilience during Socioeconomic Crises among Households in Europe“ (RESCUE).

## Schriften (Auswahl)
- „Etablierte“ und „alternative“ staatliche Steuerungsmöglichkeiten und ihre Anwendbarkeit im policy Feld der Sozialpolitik. Tuduv Verlag, München 1990, ISBN 3-88073-367-8.

- mit M. Pfaff und D. Jaufmann: Verfällt die Arbeitsmoral? Zur Entwicklung von Arbeitseinstellungen, Belastungen und Fehlzeiten. Campus, Frankfurt am Main 1995, ISBN 3-593-35407-1.

- Opportunities and challenges for work and employment, working conditions and social dialogue. In: D. Bürkhardt, H. Kohler, N. Kreuzkamp, J. Schmid (Hrsg.): Smart Factory und Digitalisierung. Perspektiven aus vier europäischen Ländern und Regionen. Nomos, Baden-Baden 2019, ISBN 978-3-8487-4556-2, S. 63–77.